# Семел, Дэвид
Дэвид Семел (англ. David Semel) — американо-еврейский режиссёр кино и телевидения и телепродюсер.
Его режиссёрская работа на телевидении включает телесериалы как «Студия 60 на Сансет-Стрип», «В поле зрения», «Элли Макбил», «Бостонская школа», «Седьмое небо», «Необыкновенная семейка», «Американская история ужасов», «Город пришельцев», «Ангел», «Баффи — истребительница вампиров» и другие. Он также был режиссёром и продюсеров эпизодов сериалов «Жизнь как приговор», «Доктор Хаус», «Американские мечты», «Беверли-Хиллз, 90210» и «Бухта Доусона».
В 2007 году, Семел был номинирован на премию «Эмми» за лучшую режиссуру драматического сериала за режиссуру пилотного эпизода сериала «Герои». Он также был номинирован в 2006 году за продюсерскую работу над сериалом «Доктор Хаус».
В 2017 году был продюсером пилотной серии Звёздный путь: Дискавери: Вулканский салют.
Семел также снял два полнометражных фильма, «Байки у костра» и «Штат одинокой звезды».